# برايان إيدو
برايان إيدو (بالروسية: Идову, Брайан)‏ (و. 1992  م) هو لاعب كرة قدم، من روسيا، ولد في سانت بطرسبرغ، يلعب كظهير أيسر لنادي خيمكي الروسي والمنتخب النيجيري.

## حياته الشخصية
والد إيدو نيجيري وأمه روسية-نيجيرية، وقد وُلد ونشأ في سانت بطرسبرغ، باستثناء الفترة التي كان يبلغ فيها من العمر 3 إلى 6 سنوات عندما كان يعيش في أويري، نيجيريا. يتحدث إيدو الروسية بطلاقة وعمل مترجمًا مؤقتًا للمنتخب النيجيري في مؤتمر صحفي قبل المباراة في كراسنودار في نوفمبر 2017.

## مسيرته الكروية

### أمكار بيرم
بدأ مشواره في الدوري الممتاز الروسي لأول مرة مع نادي أمكار بيرم في 6 مايو 2012 في مباراة ضد ناديتيريك غروزني.
بعد فترة من الإعارة لنادي دينامو سانت بطرسبرغ خلال موسم 2013-14، وقع عقدًا جديدًا لمدة 3 سنوات مع أمكار بيرم في 30 يونيو 2014، وقد مدّد عقده مرة أخرى في فبراير 2017 حتى صيف 2020.

### لوكوموتيف موسكو
في 10 يوليو 2018، وقع عقدًا لمدة 3 سنوات مع نادي لوكوموتيف موسكو.

### خيمكي
انضم إلى نادي خيمكي في 7 أغسطس 2020، على سبيل الإعارة لموسم 2020-21.
وقع برايان في 7 يونيو 2021 عقدًا مع نادي خيمكي لمدة عامين مع خيار تمديد إضافي لمدة عام واحد.

## مسيرته الدولية
استدعاه المنتخب النيجيري في نوفمبر 2017، للعب مباراة ودية ضد منتخب الأرجنتين في كراسنودار في 14 نوفمبر 2017. وقد حل بديلاً عن أولا أينا في الشوط الأول، وسجل الهدف الثالث لنيجيريا، وانتهت المباراة بفوز نيجيريا على الأرجنتين 4-2.
اُختير من ضمن 23 لاعبًا في مايو 2018، لتمثيل المنتخب النيجري المشارك كأس العالم 2018 في روسيا.

## إحصائيات

### الأندية
آخر تحديث 24 أغسطس 2018.
| النادي                       | الموسم   | الدوري                          | الدوري  | الدوري | الكأس   | الكأس | مسابقات قارية | مسابقات قارية | أخرى    | أخرى  | مجموع   | مجموع |
| النادي                       | الموسم   | الدرجة                          | مباريات | أهداف  | مباريات | أهداف | مباريات       | أهداف         | مباريات | أهداف | مباريات | أهداف |
| ---------------------------- | -------- | ------------------------------- | ------- | ------ | ------- | ----- | ------------- | ------------- | ------- | ----- | ------- | ----- |
| أمكار بيرم                   | 2011–12  | الدوري الروسي الممتاز           | 1       | 0      | 0       | 0     | —             | —             | —       | —     | 1       | 0     |
| أمكار بيرم                   | 2012–13  | الدوري الروسي الممتاز           | 0       | 0      | 1       | 0     | —             | —             | —       | —     | 1       | 0     |
| أمكار بيرم                   | 2013–14  | الدوري الروسي الممتاز           | 0       | 0      | 0       | 0     | —             | —             | —       | —     | 0       | 0     |
| أمكار بيرم                   | 2014–15  | الدوري الروسي الممتاز           | 11      | 0      | 1       | 0     | —             | —             | —       | —     | 12      | 0     |
| أمكار بيرم                   | 2015–16  | الدوري الروسي الممتاز           | 22      | 0      | 3       | 1     | —             | —             | —       | —     | 25      | 1     |
| أمكار بيرم                   | 2016–17  | الدوري الروسي الممتاز           | 26      | 1      | 2       | 0     | —             | —             | —       | —     | 28      | 1     |
| أمكار بيرم                   | 2017–18  | الدوري الروسي الممتاز           | 27      | 0      | 3       | 1     | —             | —             | 2       | 0     | 32      | 1     |
| أمكار بيرم                   | المجموع  | المجموع                         | 87      | 1      | 10      | 2     | 0             | 0             | 2       | 0     | 99      | 3     |
| دينامو سانت بطرسبورغ (إعارة) | 2013–14  | الدوري الوطني الروسي لكرة القدم | 25      | 1      | 1       | 0     | —             | —             | —       | —     | 26      | 1     |
| لوكوموتيف موسكو              | 2018–19  | الدوري الروسي الممتاز           | 13      | 0      | 3       | 0     | 3             | 0             | 1       | 0     | 20      | 0     |
| لوكوموتيف موسكو              | 2019–20  | الدوري الروسي الممتاز           | 3       | 0      | 0       | 0     | 0             | 0             | 1       | 0     | 4       | 0     |
| لوكوموتيف موسكو              | المجموع  | المجموع                         | 16      | 0      | 3       | 0     | 3             | 0             | 2       | 0     | 24      | 0     |
| الإجمالي                     | الإجمالي | الإجمالي                        | 128     | 2      | 14      | 2     | 3             | 0             | 4       | 0     | 149     | 4     |

1. ↑  عدد مرات الظهور في الدوري الروسي الممتاز 2017–18
2. 1 2  عدد مرات الظهور في كأس السوبر الروسي

### الدولية

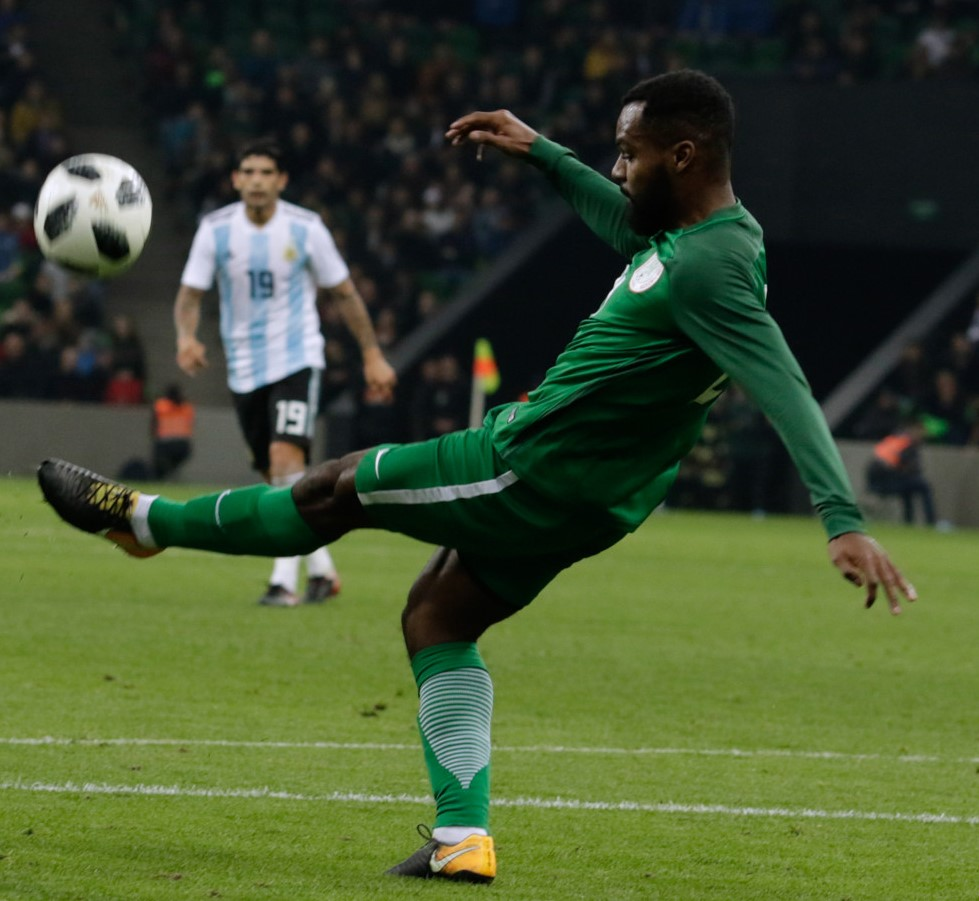
إيدو في مباراة ودية مع نيجيريا ضد الأرجنتين عام 2017

آخر تحديث 20 نوفمبر 2019.
| نيجيريا | نيجيريا   | نيجيريا |
| السنة   | المباريات | الأهداف |
| ------- | --------- | ------- |
| 2017    | 1         | 1       |
| 2018    | 9         | 0       |
| المجموع | 10        | 1       |

### الأهداف الدولية
| #  | التاريخ        | المكان                           | الخصم     | ترتيب الهدف | النتيجة | منافسة      | مصدر   |
| -- | -------------- | -------------------------------- | --------- | ----------- | ------- | ----------- | ------ |
| 1. | 14 نوفمبر 2017 | ملعب كراسنودار، كراسنودار، روسيا | الأرجنتين | 3–2         | 4–2     | مباراة ودية | [ 14 ] |

## الألقاب

### أندية
لوكوموتيف موسكو
- كأس روسيا: كأس روسيا لكرة القدم 2018–19[18]
- كأس السوبر الروسي: 2019

## روابط خارجية
- برايان إيدو على موقع الاتحاد الدولي (مؤرشف)  (الإنجليزية)
- برايان إيدو على موقع الاتحاد الأوربي (الإنجليزية)
- برايان إيدو على موقع قاعدة بيانات كرة القدم.إي يو (الإنجليزية)
- برايان إيدو على موقع ناشيونال فوتبول تيمز (الإنجليزية)
- برايان إيدو على موقع Soccerway.com (الإنجليزية)
- برايان إيدو على موقع عالم كرة القدم.نت (الإنجليزية)